# 1688

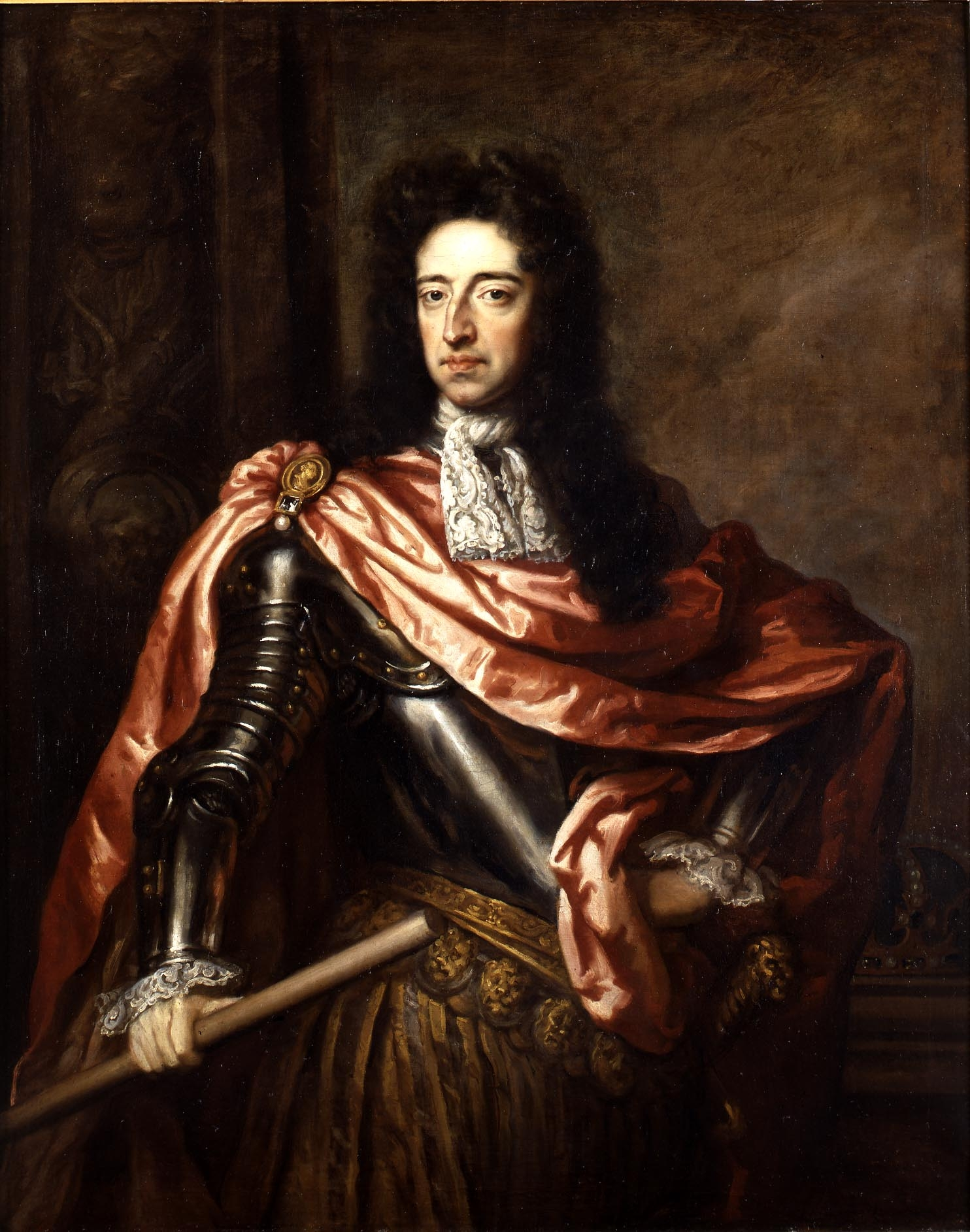
Willem III

Het jaar 1688 is het 88e jaar in de 17e eeuw volgens de christelijke jaartelling.

## Gebeurtenissen
juni
- 10 – De geboorte van een prins van Wales veroorzaakt het begin van een geheim verbond van Engelse adel met politieke invloed. . Eerder had Willem III van Oranje Lord Portland naar Berlijn gestuurd om Brandenburgse troepen te werven.
- 30 - Zeven Engelse peers, door geschiedschrijvers de immortal 7 genoemd, vragen in een brief de Nederlandse stadhouder Willem III om militair in te grijpen in hun land.

juli
- 10 - Een aardbeving in de Griekse kolonie Smyrna kost naar schatting aan 15.000 mensen het leven. De bovenstad, waar vooral Turken wonen, ligt vrijwel geheel in puin
- 19 – Cornelis van Aerssen van Sommelsdijck wordt vermoord door dronken soldaten, die vinden dat zij niet voldoende betaald krijgen voor hun werk. Vervolgens begraven ze hem met militaire eer in Fort Zeelandia.

augustus
- 4 – Keizer Leopold I verheft de graven George August Samuel van Nassau-Idstein en Walraad van Nassau-Usingen tot Rijksvorst.
- 13 – Begin van een beurskrach in de Republiek. De aandelenkoersen tuimelen naar beneden tot ze op 5 september een dieptepunt bereiken. Veel gedupeerden geven joodse beurshandelaren de schuld, zodat een golf van antisemitisme ontstaat.

september
- 27 – Lodewijk XIV van Frankrijk valt de Palts binnen en slaat het beleg voor Philippsburg. Aanleiding is de bisschopskeuze voor Keulen. Begin van de Negenjarige Oorlog.

november
- 5 – Met de landing van Willem III in Torbay, Devonshire, begint in Engeland de Glorious Revolution (roemrijke omwenteling).
- 26 – Lodewijk XIV van Frankrijk verklaart de Republiek der Zeven Verenigde Nederlanden de oorlog.

december
- 28 – Koning Jacobus II van Engeland, in het nauw gedreven door de troepen van zijn schoonzoon Willem van Oranje, krijgt van deze de gelegenheid om Londen te verlaten. In de koningssloep vaart hij over de Thames richting Rochester. Willem III trekt de stad binnen en neemt het paleis van St. James in bezit.

## Bouwkunst

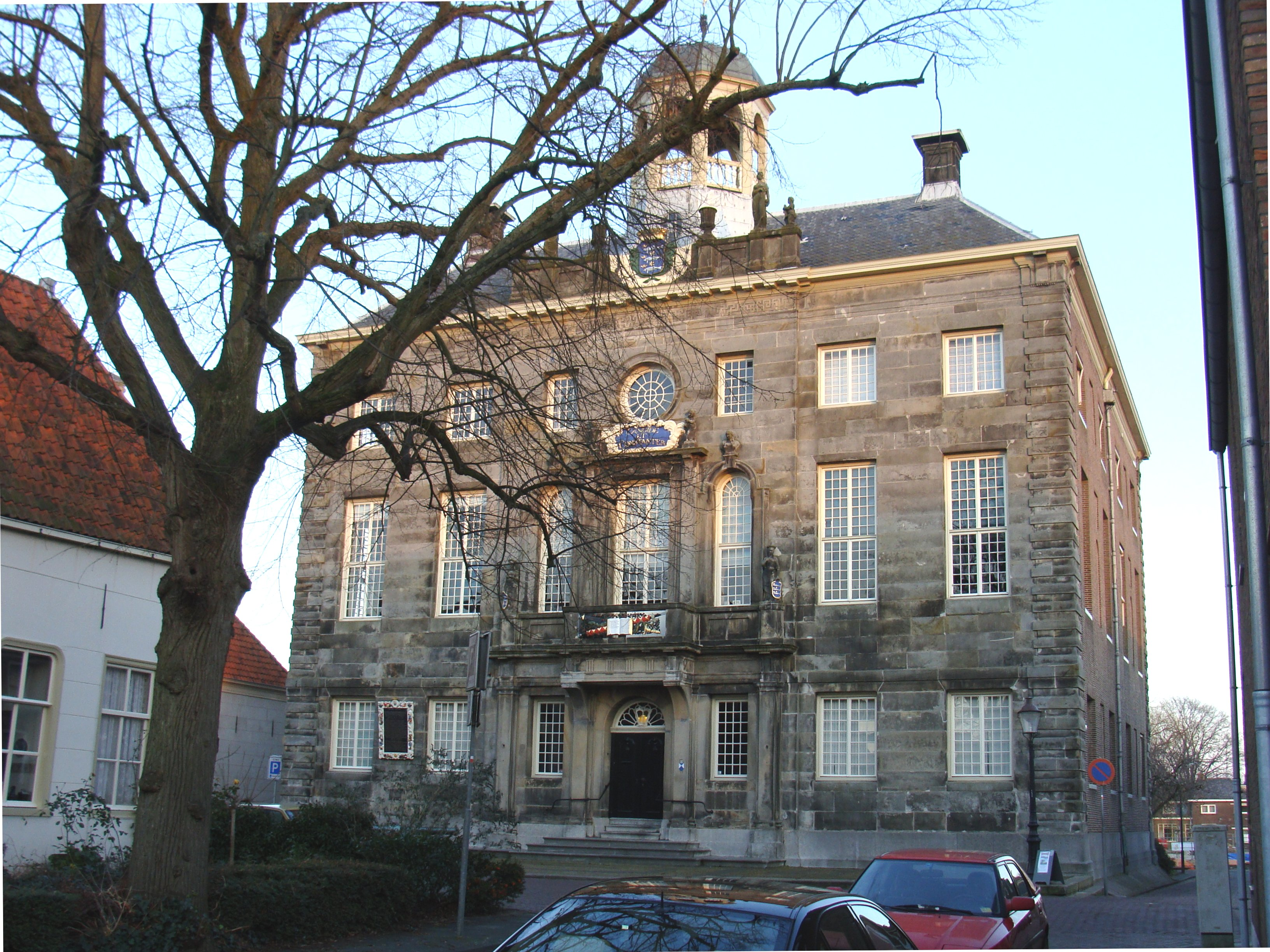
Stadhuis van Enkhuizen (1688) Steven Vennecool

## Geboren
februari
- 3 - Dirk Dalens III, Noord-Nederlands kunstschilder en decorateur (overleden 1753)
- 4 – Pierre Carlet de Marivaux, Frans schrijver, toneelschrijver en journalist (overleden 1763)
- 7 – Maria Louise van Hessen-Kassel, moeder van stadhouder Willem IV (overleden 1765)

juni
- 10 – Jacobus Frans Eduard Stuart, Brits troonpretendent (overleden 1766)
- 21 – Alexander Pope, Engels dichter (overleden 1744)

oktober
- 17 – Domenico Zipoli, Italiaans componist (overleden 1726)

datum onbekend
- Hermanus Angelkot jr., Nederlands apotheker en schrijver (overleden 1713)
- Willem Jacob 's Gravesande, Nederlands natuurkundige (overleden 1742)

## Overleden
juli
- 28 – Laurens Verboom (34), Nederlands militair en gouverneur van Suriname

augustus
- 25 – Henry Morgan, boekanier en vicegouverneur van Port Royal
- 31 – John Bunyan, Engels puriteins prediker

datum onbekend
- Philips Koninck, Nederlands kunstschilder